# Jean Fievez
Jean Fievez (Bruxelles, 30 novembre 1910 – 18 marzo 1997) è stato un calciatore belga, di ruolo attaccante.